# 小池雄治
小池 雄治（こいけ ゆうじ、12月3日 -  ）は、日本のシンガーソングライター、作曲家。長野市出身。

## 人物
1988年、鈴木慶一主宰レーベル「メトロトロン」から綿内克幸と共に「webb」でインディーズデビュー。その後、作曲家として布施明がNHK紅白歌合戦で歌った「ア・カペラ」をはじめ、池田聡、近藤真彦、サーカス、小野真弓などに楽曲提供。2006年千葉熱血MAKINGオフィシャル応援歌「アイノチカラ（作詞：作曲）千葉熱血MAKINGバージョン」（唄：小野真弓）は森田健作のCD「約束」のC/Wとして発売。
近年は作詞・作曲したオリジナル曲中心のソロライブをバックバンドとしてジョナサン・カッツが編成するカルテットと組み年2回のペースで行なっている。2009年10月、2010年6月には故郷長野県の北野文芸座でのコンサートが実現。出身校である長野県長野商業高等学校の販売実習「長商デパート」イメージソング「最高のスマイル☆」を作詞・作曲。得意とするのはバラード。

## 提供楽曲
- 1991年　小堺一機「ステキな僕へ」（作曲）
- 1995年　池田聡「運命」（作曲）
- 1997年
  - 吉岡忍「生きる強さだけあれば」（作曲）
    - 横浜・八景島シーパラダイスCMソング

  - 近藤真彦「Back To Home」（作詞・作曲）
- 2001年　布施明「ア・カペラ」（作曲）
  - 第52回NHK紅白歌合戦で歌唱
- 2004年
  - 奥村愛子「フリージア」（作曲・編曲）
  - 小野真弓「アイノチカラ」（作詞・作曲・編曲）
    - 2006年　森田健作率いる野球チーム「千葉熱血MAKING」の応援歌
- 2005年
  - CyuCyuCyuFamily「いちばん星キラリ」（作曲）
    - レディーボーデンCMソング

  - サーカス「Amores～逢いたいひとがいる～」（作曲）
    - 2006年発売オリジナル・アルバム「Heart V」に収録
- 2007年　大至「愛紗～aisya～」（作詞・作曲・編曲）
- 2009年　阿部よしつぐオリジナル曲「運命の人」（作詞・作曲・編曲）

## ディスコグラフィ

### アルバム
- LOVE STORY（CD-2007）